# رود اوسکیل
رود اوسکیل (انگلیسی: Oskil) یک رودخانه در استان بلگورود کشور روسیه است.